# ヘンリー・ブリッジス (第2代シャンドス公爵)

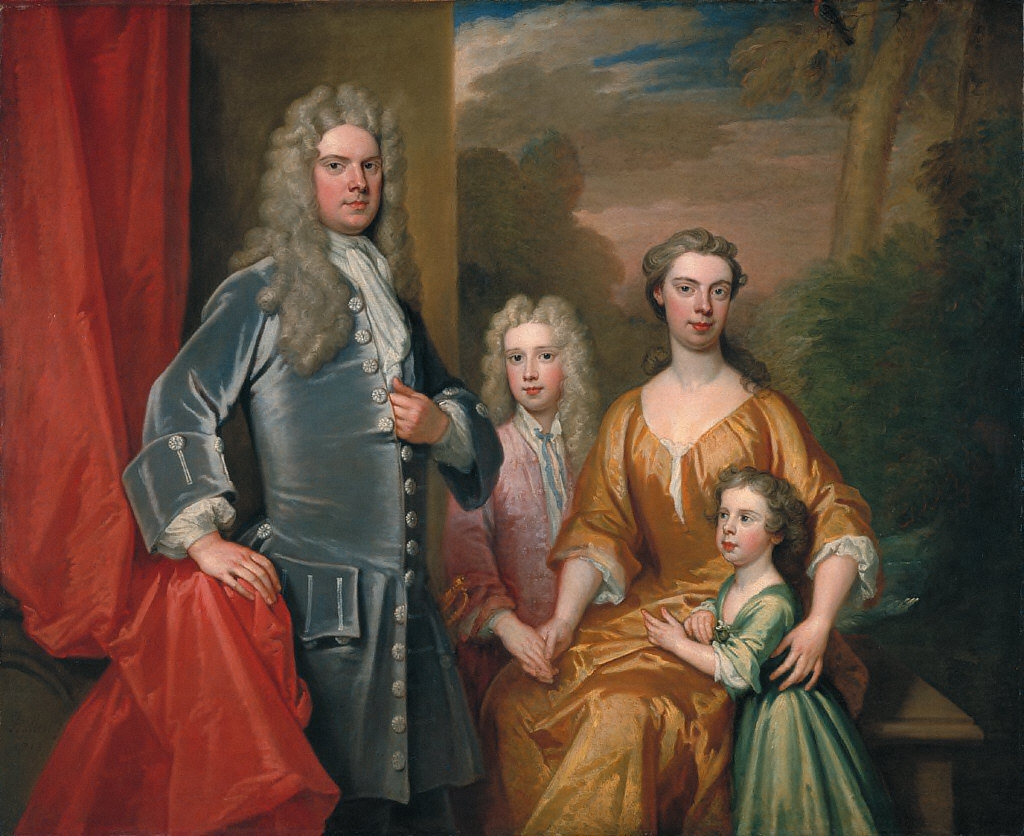
第2代シャンドス公爵と家族の肖像画。

第2代シャンドス公爵ヘンリー・ブリッジス（英語: Henry Brydges, 2nd Duke of Chandos、1708年1月17日 - 1771年11月28日）は、イギリスの貴族。
シャンドス公爵家嫡男だった頃の1727年から1744年までカーナーヴォン侯爵 (Marquess of Carnarvon) の儀礼称号で称された。

## 経歴
1708年1月17日、初代シャンドス公爵ジェイムズ・ブリッジスとその妻メアリー(旧姓レイク)の間の次男として生まれる。兄にジョンがあったが、この兄は1727年に父に先立って死去したため、それ以降は彼が嫡男だった。
ウェストミンスター・スクールを経て、ケンブリッジ大学セント・ジョン・カレッジへ進学。
1727年から1734年にかけてヘレフォード選挙区、1734年から1741年にかけてステニング選挙区、1741年から1744年にかけてビショップズ・キャッスル選挙区から選出されてホイッグ党所属の庶民院議員を務める。
1728年から1735年まで皇太子フレデリック・ルイスの寝室侍従長を務める。ついで1735年から皇太子の主馬頭(Master of the Horse)を務め、さらに1742年から1751年にかけては皇太子の宮内官を務めた。
1738年から1739年にかけてはフリーメイソンのイングランド・首位グランドロッジのグランドマスターを務めた。
1744年8月9日に父が死去し、第2代シャンドス公爵位を継承し、貴族院議員に転じた
1771年11月28日にハンプシャーのブリッジスデンで死去。

## 栄典

### 爵位・準男爵位
- 1744年8月9日、第2代シャンドス公爵 (Duke of Chandos)
(1719年創グレートブリテン貴族爵位)
- 1744年8月9日、第2代カーナーヴォン侯爵 (Marquess of Carnarvon)
(1719年創設グレートブリテン貴族爵位)
- 1744年8月9日、第2代カーナーヴォン伯爵 (Earl of Carnarvon)
(1714年創設グレートブリテン貴族爵位)
- 1744年8月9日、ヘレフォード州における第2代ウィルトン子爵 (Viscount Wilton in the county of Hereford)
(1714年創設グレートブリテン貴族爵位)
- 1744年8月9日、グロスター州におけるスードリーの第10代シャンドス男爵 (Baron Chandos, of Sudeley in the county of Gloucester)
(1554年創設イングランド貴族爵位)
- 1744年8月9日、ヘレフォード州におけるウィルトンの第5代ブリッジス準男爵 (6th Baronet Brydges, of Wilton in the county of Hereford)
(1627年創設イングランド準男爵位)[3]

## 家族
1728年に第4代エルギン伯爵チャールズ・ブルースの娘メアリーと結婚し、彼女との間に第3代シャンドス公爵位を継承するジェイムズ・ブリッジスはじめ1男1女を儲けた。メアリーと1738年に死別し、1744年にアン・ジェフリーズと再婚したが、子供のないまま、1759年に死別した。1767年に初代準男爵ジョン・メージャーの娘エリザベスと三度目の結婚をしたが、彼女との間にも子供はできなかった。